# The Egg
Если вы искали статью о группе прогрессивного рока, см. Egg
The Egg — британская группа, играющая электронную танцевальную музыку. Широкую известность получила благодаря хиту «Love Don`t Let Me Go», записанному совместно с Дэвидом Геттой.

## История
История The Egg началась в ранних 1990-х в Оксфорде, Англия. Первым релизом группы стал Shopping EP, выпущенный в 1995 году на независимом лейбле Cup of Tea Records. Первый студийный альбом - Albumen вышел на China Records в 1996 году, а в 1997 году он увидел свет в США благодаря лейблу Discovery Records. В 1998 году вышел альбом Travelator, спродюсированный Тимом Холмсом из группы Death in Vegas. В 2000 году группа записала саундтрек к шоу At Home with the Braithwaites, выходящем тогда на Йоркширском телевидении.

После Travelator'а группа начала исследовать новые направления. После выпуска Mellowmania EP в 2002 году они заключили договор с Bar de Lune Records, дочерней компанией Beechwood Music. Перед самым выпуском альбома Forwards в 2004 году они расторгают соглашение, и альбом выходит на лейбле Squarepeg Records.

Сингл "Walking Away" (совместно с Софи Баркер из Zero 7) был выпущен в 2005 году. Он стал кроссовер-хитом, давшим начало бутлегу Дэвида Гетты Love Don’t Let Me Go (Walking Away), который добрался до третьей строчки UK Singles Chart в августе 2006 года.

В 2006 году The Egg сыграли на The Big Chill, Bestival, Гластнобери и других фестивалях по всей Европе. В следующем году было больше фестивалей в Великобритании.
В 2007 году они впервые гастролировали по Австралии и Бразилии, играя в большинстве крупных городов.
В 2008 году The Egg участвовали в записи песни "Trails and Tribulations" для благотворительного альбома Songs for Survival.
В 2008-10 годах группа побывала в больших турне по США.
Последним на данный момент альбомом группы является Something To Do, изданный Squarepeg Records 8 июля 2012 года.

## Участники
- Нед Скотт (клавишные)
- Мэфф Скотт (ударные)
- Пол Маршалл (бас-гитара)
- Мэтт Уайт (гитара)
- Дрю Тэйн (универсал гитаристом в США 2009 г.)
- Тодд Графт / Макс Хаттлер (видео и проектирование)
- Шон Хантер (звукорежиссура)

## Дискография

### Студийные альбомы
- 1996 Albumen
- 1998 Travelator
- 1999 Get Some Mixes Together
- 2004 Forwards
- 2006 Forwards Special Edition
- 2012 Something To Do

### Концертные альбомы
- 2008 Live at Cargo
- 2009 Live at Camp Bisco
- 2009 Live in Saint Louis (видео)

### Мини-альбомы
- 1995 Get Some Money Together
- 1995 Shopping EP
- 2003 Mellowmania

### Синглы
- 1997 "Bend"
- 1997 "Get Some Money to Get Her"
- 1998 "Getting Away With It"
- 1999 "Hey Charlie"
- 2006 "Walking Away"
- 2006 "Love Don’t Let Me Go (Walking Away)" с Дэвидом Геттой
- 2007 "Nothing"
- 2012 "Catch"